# Wiedigsburghalle
Wiedigsburghalle er en indendørs sportshal, som ligger i Nordhausen, Tyskland. Arenaen bliver til dagligt benyttet af kvindeholdet Thüringer HC.